# Iwan Dykoweć
Iwan Wasylowycz Dykoweć, ukr. Іван Васильович Диковець, ros. Иван Васильевич Диковец, Iwan Wasylowycz Dykoweć (ur. 3 stycznia 1938 we wsi Zahorb, Ruś Podkarpacka, zm. 28 lutego 2022) – ukraiński piłkarz, grający na pozycji napastnika.

## Kariera piłkarska

### Kariera klubowa
W 1956 roku rozpoczął karierę piłkarską w Spartaku Użhorod. W 1957 roku został zaproszony do Dynama Kijów. Latem 1960 powrócił do domu i potem występował w Spartaku Użhorod, ale już w 1961 został piłkarzem Szachtara Stalino. W 1962 ponownie wrócił do zespołu z Użhoroda, który zmienił nazwę na Werchowyna Użhorod. Latem 1963 przeszedł do Karpat Lwów, w którym występował przez 4 lata i  nie jeden raz pełnił funkcje kapitana drużyny. W 1968 po raz trzeci wrócił do Werchowyny Użhorod. W 1970 przeniósł się do Bukowyny Czerniowce, w którym zakończył karierę w roku 1971.

## Sukcesy i odznaczenia

### Sukcesy piłkarskie
Bukowyna Czerniowce
- wicemistrz Ukraińskiej SRR: 1968